# Jean-Marie Balla
Jean-Marie Benoît Balla (ur. 10 maja 1959 w Oweng; zm. 31 maja 2017 w Ebebda) – kameruński duchowny katolicki, biskup Bafia w latach 2003-2017.

## Życiorys
Święcenia kapłańskie otrzymał 20 czerwca 1987 i został inkardynowany do archidiecezji Jaunde. Pracował m.in. jako rektor niższego archidiecezjalnego seminarium oraz wykładowca seminarium w Nkolbisson.

### Episkopat
3 maja 2003 papież Jan Paweł II mianował go biskupem ordynariuszem diecezji Bafia. Sakry udzielił mu 12 lipca 2003 nuncjusz apostolski w Kamerunie - arcybiskup Félix del Blanco Prieto.
31 maja 2017 na moście w miejscowości Ebebda odnaleziono jego samochód oraz list pożegnalny, zaś następnego dnia znaleziono jego ciało w rzece Sanaka.